# ليلى الأخيلية
ليلى الأخيلية، هي ليلى بنت عبد الله بن الرحال بن شداد بن كعب الأخيلية من بني عقيل من عامر بن صعصعة من هوازن (توفيت نحو عام 704 م / 80 هـ).

## نبذة
شاعرة عربية عرفت بجمالها وقوة شخصيتها وفصاحتها عاصرت صدر الإسلام والعصر الأموي، عرفت بعشقها المتبادل مع توبة بن الحمير. وكان يوصف بالشجاعة ومكارم الأخلاق والفصاحة. وكان اللقاء عند الكبر عندما كانت ليلى من النساء اللواتي ينتظرن الغزاة، وكان توبة مع الغزاة فرأى ليلى وافتتن بها. وهكذا توطدت علاقة حب عذري. ولكن رفض والد ليلى كان عائقاً في زواجهما.
زوّجها أبوها من أبي الأذلع. ولكن زواج ليلى لم يمنع توبة من زيارتها وكثرت زياراته لها. فتظلم بنو الأذلع إلى السلطان الذي أهدر دم توبة، إذا عاود زيارة ليلى، فأخذوا يترصدون له في المكان المعتاد. وذات يوم علمت ليلى بمجيء توبة وخرجت للقائه سافرة وجلست في طريقه فاستغرب خروجها سافرة. ولكنه فطن أنها أرادت أن تعلمه عن كمين نصب له فأخذ فرسه وركض، وكانت ليلى هي السبب في نجاته. وفي هذا الحدث يقول توبة:
تزوجت ليلى مرتين، وكان زواجها الأول من الأذلعي. ومن أهم صفات زوجها الأول أنه كان غيوراً جداً. وبعض القصص تقول إنه طلقها لغيرته الشديدة من توبة، وقصص أخرى أنه مات عنها. أما زوجها الثاني فهو سوار بن أوفي القشيري والملقب بابن الحيا. وكان سوار شاعراً مخضرماً من الصحابة. ويقال إن ليلى أنجبت منه العديد من الأولاد.
كانت ليلى في ذلك الزمان مشهورة بين الأمراء والخلفاء. فحظيت بمكانة لائقة واحترام كبير. فأسمعت الخلفاء شعرها سواء كان من الرثاء أو المديح ونالت منهم الأعطيات والرغبات. وكذلك كان الشعراء يحتكمون إليها وكانت تفاضل بينهم.
ذات يوم وفدت ليلى على معاوية بن أبي سفيان ولديها عدة قصائد مدحته فيها، وقصيدة لها وصفت فيها ناقتها التي كانت تجوب الأرض لتصل إلى معاوية فيجود عليها من كرمه. وسأل معاوية ذات يوم ليلى عن توبة العشيق إذ كان يصفه الناس بالجمال والشجاعة والكرم . فقالت “يا أمير المؤمنين سبط البنان، حديد اللسان، شجي للأقران، كريم المختبر، عفيف المئزر، جميل المنظر”. ثم قال معاوية وما قلت له ؟ قالت: “قلت ولم أتعد الحق وعلمي فنه”. فأعجب من وصفها وأمر لها بجائزة عظيمة واستنشدها المزيد.

## ليلى والحجاج بن يوسف
كانت ليلى على علاقة وثيقة بالحجاج بن يوسف وبالأمويين عامة . ويذكر ذات يوم أنها دخلت على الحجاج، فاستؤذن لليلى فقال الحجاج من ليلى ؟ قيل الأخيلية صاحبة توبة . فقال: أدخلوها. فدخلت امرأة طويلة دعجاء العينين، حسنة المشية، حسنة الثغر. وعند دخولها سلّمت فرد عليها الحجاج ورحب بها. وبعد جلوسها سألها عن سبب مجيئها فقالت للسلام على الأمير والقضاء لحقه والتعرض لمعروفه. ثم قال لها وكيف خلفت قومك؟ قالت تركتهم في حال خصب وأمن ودعة. أما الخصب ففي الأموال والكلأ، وأما الأمن فقد أمنه الله عز وجل، وأما الدعة فقد خامرهم من خوفك ما أصلح بينهم. ثم قالت: ألا أنشدك؟ فقال: إذا شئت، فقالت:
بعد انتهائها قال الحجاج: لله ما أشعرها. وأمر لها بخمسمائة درهم، وخمسة أثواب وخمسة جِمال. وبعد مسيرها أقبل الحجاج على مجلسه وقال: أتدرون من هذه؟ قالوا: لا والله ما رأينا امرأة أفصح وأبلغ ولا أحسن إنشاداً . قال: هذه ليلى صاحبة توبة. ولم يكن الحجاج يظهر بشاشته ولا سماحته في الخلق إلا في اليوم الذي دخلت عليه ليلى الأخيلية.

## قوة شعرها وجزالته
إن أغلب القدماء أشادوا بأن ليلى الأخيلية شاعرة فاقت أكثر الفحول من الشعراء، وشهدوا لها بالفصاحة والإبداع. ومن الذين أعجبوا بشعرها الفرزدق حتى أنه فضل ليلى على نفسه، وأبو نواس الذي حفظ العديد من قصائدها، وأبو تمام الذي ضرب بشعرها المثل، وأبو العلاء المعري الذي وصف شعرها بأنه حسن ظاهره.
تتسم العطفة في شعرها بالهدوء والاستسلام للقدر على شيء من التفلسف والتأمل في الوجود. ويتبين من شعرها تأثير البيئة الأموية التي عادت فيها العصبيات القبلية إلى الظهور، وتفاخر الشعراء بقبائلهم كقول الأخيلية:
ويلاحظ التأنق اللفظي في شعر الأخيلية. وهذا التأنق يأتي بعيداً عن التكلف والتعقيد. ومن أساليب التأنق اللفظي يلاحظ في شعرها الطباق، وهناك غموض خفيف وبساطة قريبة من عالم الشعر والخيال. ومن سمات شعر الأخيلية التكرار اللفظي. وهذا التكرار مستحسن لدى الأخيلية وغايته تأكيد المعنى والإكثار من الألفاظ المتشابهة.
لها العديد من دواوين الشعر في العشق والرثاء وجم ذلك الرثاء فيمن تعشقة وهو توبة، كان بينها وبين الشاعر النابغة الجعدي مهاجاة.
ليلى الأخيلية من أهم شاعرات العرب المتقدمات في الإسلام ولا يتقدمها أحد من النساء سوى الخنساء.
ليلى الأخيلية كانت شاعرة فصيحة جميلة، اشتُهرت بأخيارها مع عشيقها توبة بن الحمير، وفدت على عبد الملك بن مروان ، فسألها ؛ ما رأى توبة فيك حتى عشِقَكِ ؟ قالت ؛ ما رأى الناس فيك حتى جعلوك خليفة ؟
يرى الكتّاب القدماء أن أجود شعرها هو ما رثت به توبة .
الرثاء هو غرض القصيدة التي نظمتها الأخيلية بعد موت توبة ببنائيه فنية ومعالجة موضوعية هيّأت لها بافتتاحيه القسم الذي مهد لشخصية المرثي وذاتها أقسمت أرثي أي لا أرثي لأن حياتها صحراء قاحلة بعد فقدها حبيبها الذي لا تستطيع تعويضه ويستمر صوت الذات الشاعرة شاخصاً باستذكاره حتى النهاية فقسم الختم وهذا يعني استمرارية الحزن المرابط للطبيعة ومظاهرها ما دامت على قيد الحياة إنها تكتشف عن قدرة شعرية متميزة منحت صاحبتها موقعاً شعريا مهما في القصيدة العربية كون بنائها يعتمد التعامل مع آثارها النفسية في كل محور من محاورها من خلال وعي الطبيعة البناء المتجاوز للتقليد فهي تعتمد الحكمة في مضمونها مع اهتمام بفلسفة الموت.

## وفاتها
أقبلت ليلى من سفر وأرادت أن تزور قبر توبة ذات يوم ومعها زوجها الذي كان يمنعها، ولكنها قالت: “والله لا أبرح حتى أسلم على توبة”. فلما رأى زوجها إصرارها تركها تفعل ما تشاء. فوقفت أمام القبر وقالت: “السلام عليك يا توبة”. ثم قالت لقومها ما عرفت له كذبة. فلما سألوها عن ذلك قالت أليس هو القائل:
فما باله لم يسلم علي كما قال؟! وكانت بجانب القبر بومة فلما رأت الهودج فزعت وطارت في وجه الجمل، الذي أدى إلى اضطرابه ورمى ليلى على رأسها وماتت في نفس الوقت ودفنت بجانب قبر توبة.

## وصلات خارجية
- معلومات عن ليلى الأخيلية 1